# Lista de la vergüenza
La «lista de la vergüenza» es una iniciativa del abogado y escéptico español Fernando L. Frías Sánchez, destinada a denunciar aquellas universidades españolas que oferten carreras profesionales o cursos de pseudociencias. Esta iniciativa se ha extendido a otros países que han organizado sus particulares listas, como Chile, Colombia, Argentina y México. La intención es, más que opinar, ofrecer un listado de universidades que "imparten másters, cursos de postgrado, cursos de verano o títulos propios en pseudociencias" que buscan legitimarse en un institución cultural pero que representan un desprestigio de estas.
Grupos escépticos del mundo han denunciado la emergencia de teorías pseudocientíficas que han conseguido abrirse paso y masificarse en la sociedad, instalándose en universidades para ser enseñadas como carreras profesionales y cursos de perfeccionamiento. Fernando Frías organizó esta lista en España como una forma de denunciarlas y exponerlas ante la opinión pública. El 29 de octubre de 2010, J. M. Hernández publicó el manifiesto "Por una Universidad libre de pseudociencias y oscurantismo".
En 2011 se intentó dictar en la facultad de Facultad de Ciencias Veterinarias y Pecuarias de la Universidad de Chile, un curso de Telepatía con animales, sin embargo tras la polémica luego de ser ingresado el curso a la Lista de la Vergüenza local éste finalmente cambió de sede.

En 2016 la Universidad de Barcelona declaró que había eliminado su curso de Homeopatía, por falta de evidencia. Se sumó  a la Universidad de Córdoba, que canceló sus cursos en 2013 y la de Sevilla suspendió los suyos en 2009 y la Universidad de Zaragoza en 2014. Sin embargo la Universidad de Valencia y la Universidad Nacional de Educación a Distancia, todavía en 2016, ofrecen cursos de posgrado sobre la homeopatía.
Latinoamerica no es la excepción, la Universidad de San Carlos de Guatemala, con más de tres siglos de trayectoria, ofrece cursos de homeopatía con créditos dentro de un programa de maestría